# شهرستان پوتسک، استان پومرانی
شهرستان پوتسک (به لاتین: Puck County) یک شهرستان در لهستان است که در استان پومرانی واقع شده‌است.

## خصوصیات
شهرستان پوتسک ۵۷۷٫۸۵ کیلومترمربع مساحت و ۷۴٬۱۹۶ نفر جمعیت دارد.